# Ouanougha
Ouanougha (em árabe: ونوغة) é uma cidade e comuna localizada na província de M'Sila, Argélia. Segundo o censo de 2008, a população total da cidade era de 14 397 habitantes.